# Список эпизодов телесериала «Внутри девятого номера»
Названия и даты выхода серий сериала «Внутри девятого номера»:
Сезон 1 (6 серий):
1.01. — «Сардины» (Sardines), 5 февраля 2014 г.;
1.02. — «Тихая ночь» (A Quiet Night In), 12 февраля 2014 г.;
1.03. — «Том и Джерри» (Tom & Gerri), 19 февраля 2014 г.;
1.04. — «Последний вздох» (Last Gasp), 26 февраля 2014 г.;
1.05. — «Дублëр» (The Understudy), 5 марта 2014 г.;
1.06. — «Терзания» (The Harrowing), 12 марта 2014 г.
Специальный эпизод: «The Inventors», 22 декабря 2014 г.
Сезон 2 (6 серий):
2.01. — «Полка» (La Couchette), 26 марта 2015 г.;
2.02. — «12 дней Кристины» (The 12 Days of Christine), 2 апреля 2015 г.;
2.03. — «Процесс Элизабет Гейдж» (The Trial of Elizabeth Gadge), 9 апреля 2015 г.;
2.04. — «Слабое утешение» (Cold Comfort), 16 апреля 2015 г.;
2.05. — «Бабушкина вечеринка» (Nana’s Party), 23 апреля 2015 г.;
2.06. — «Время сеанса» (Seance Time), 29 апреля 2015 г.
Сезон 3 (6 серий):
3.01. — «Бес Рождества» (The Devil of Christmas), 27 декабря 2016 г.;
3.02. — «Счёт» (The Bill), 21 февраля 2017 г.;
3.03. — «Загадка Сфинкса» (The Riddle of the Sphinx), 28 февраля 2017 г.;
3.04. — «Пустая оркестровая яма» (Empty Orchestra), 7 марта 2017 г.;
3.05. — «Топ-топ, топает малыш» (Diddle Diddle Dumpling), 14 марта 2017 г.;
3.06. — «Закрытый просмотр» (Private View), 21 марта 2017 г.
Сезон 4 (6 серий):
4.01. — «Занзибар» (Zanzibar), 2 января 2018г.;
4.02. — «Гримерная Берни Клифтона» (Bernie Clifton’s Dressing Room), 9 января 2018 г.;
4.03. — «Однажды отменённый» (Once Removed), 16 января 2018 г.;
4.04. — «Обладать и удержать» (To Have and to Hold), 23 января 2018 г.;
4.05. — «И победителем становится…» (And the Winner Is…), 30 января 2018 г.;
4.06. — «Искушая судьбу» (Tempting Fate), 6 февраля 2018 г.;
Специальный эпизод: «Live: Dead Line», 28 октября 2018 г.
Сезон 5 (6 серий):
5.01. — «Судья Прид***к» (The Referee’s a W***er), 3 февраля 2020 г.;
5.02. — «Смерть не должна быть гордой» (Death Be Not Proud), 10 февраля 2020 г.;
5.03. — «Великое приключение любви» (Love’s Great Adventure), 17 февраля 2020 г.;
5.04. — «Неправильное направление» (Misdirection), 24 февраля 2020 г.
5.05. — «Мысли вслух» (Thinking Out Loud), 2 марта 2020 г.;
5.06. — «Засада» (The Stakeout), 9 марта 2020 г.
Сезон 6 (6 серий):
6.01. — «Грозовое» ограбление» (Wuthering Heist), 10 мая 2021 г.;
6.02. — «Саймон говорит» (Simon Says), 17 мая 2021 г.;
6.03. — «Служба чтения по губам» (Lip Service), 24 мая 2021 г.;
6.04. — «Поторапливайся и жди» (Hurry Up and Wait), 31 мая 2021 г.;
6.05. — «Как вы признаете свою вину?» (How Do You Plead?), 7 июня 2021 г.;
6.06. — «Последняя ночь выпускного вечера» (Last Night of the Proms), 14 июня 2021 г.
Сезон 7 (6 серий):
7.01. — «Весело, весело» (Merrily, Merrily), 20 апреля 2022 г.;
7.02. — «Мистер Кинг» (Mr. King), 27 апреля 2022 г.;
7.03. — «Девять жизней Кэт» (Nine Lives Kat), 11 мая 2022 г.;
7.04. — «По/хищение» (Kid/Nap), 18 мая 2022 г.;
7.05. — «Случайный акт доброты» (A Random Act of Kindness), 25 мая 2022 г.;
7.06. — «Мудрая сова» (Wise Owl), 1 июня 2022 г.
Сезон 8 (6 серий):
8.01. — «Кости Святого Николая» (The Bones of St Nicholas), 22 декабря 2022 г.;
8.02. — «Разорение матери» (Mother’s Ruin), 27 апреля 2023 г.;
8.03. — «Параскевидекатриафобия» (Paraskevidekatriaphobia), 4 мая 2023 г.;
8.04. — «Любовь незнакомки» (Love Is a Stranger), 11 мая 2023 г.;
8.05. — «3 на 3» (3 by 3), 18 мая 2023 г.;
8.06. — «Последние выходные» (The Last Weekend), 25 мая 2023 г.
Сезон 9 (6 серий):
9.01. — «Испугать гуся» (Boo to a Goose), 8 мая 2024 г.;
9.02. — «Проблема с тележкой» (The Trolley Problem),15 мая 2024 г.;
9.03. — «Улица Малбери близко» (Mulberry Close), 22 мая 2024 г.;
9.04. — «CTRL, ALT, ESC», 29 мая 2024 г.;
9.05. — «Проклятие девятого номера» (The Curse of the Ninth), 5 июня 2024 г.;
9.06. — «Бредущий дальше» (Plodding On), 12 июня 2024 г.
Список источников:
Эпизоды сериала "Внутри девятого номера". www.kinopoisk.ru.
Эпизоды – Внутри девятого номера. Кинориум.